# Кристенсон, Эрик
Эрик Олстон Кристенсон (англ. Eric Alston Christenson; 1956[…], Уэстпорт — апрель 2011, Брейдентон, Флорида) — американский ботаник.

## Биография
Эрик Олстон Кристенсон родился в штате Коннектикут в США в 1956 году.
В 1986 году он получил степень доктора философии в растениеводстве Университета Коннектикута, защитив диссертацию на тему «A taxonomic revision of the genus Aerides Lour. (Orchidaceae: Sarcanthinae)».
Эрик Кристенсон описал множество видов растений.

## Научная деятельность
Эрик Кристенсон специализировался на семенных растениях.

## Некоторые публикации
- David E. Bennett and Eric A. Christenson, «Icones Orchidacearum Peruviarum», 1993.
- E. Christenson, C. Moretz, «Sobralia boliviensis», Orchid Review v. 111 (1254), 2003, pp. 374–376.
- E. A. Christenson, «Three Sobralias new to Peru», Orchids v. 71 (11), 2002, pp. 993–1001.
- E. A. Christenson, «Orchidaceae» // Guide to the Vascular Plants of Central French Guiana: Part 1. Pteridophytes, Gymnosperms, and Monocotyledons (Memoirs of the New York Botanical Garden v. 76 (1)), 1997, pp. 286–342.
- Eric A. Christenson and J. K. Boggan, «Orchidaceae of the Guianas» // Checklist of the Plants of the Guianas, 1996.